# Dielocroce alfierina
Dielocroce alfierina är en insektsart som först beskrevs av Luisa Eugenia Navas 1926.  Dielocroce alfierina ingår i släktet Dielocroce och familjen Nemopteridae. Inga underarter finns listade i Catalogue of Life.